# Синнотт (тауншип, Миннесота)
Синнотт (англ. Sinnott) — тауншип в округе Маршалл, Миннесота, США. На 2000 год его население составило 52 человека.

## География
По данным Бюро переписи населения США площадь тауншипа составляет 93,7 км², из которых 93,7 км² занимает суша, водоёмов нет.

## Демография
По данным переписи населения 2000 года здесь находились 52 человека, 25 домохозяйств и 16 семей. Плотность населения —  0,6 чел./км². На территории тауншипа расположено 27 построек со средней плотностью 0,3 построек на один квадратный километр. Расовый состав населения: 100,00 % белых.
Из 25 домохозяйств в 20,0 % воспитывались дети до 18 лет, в 52,0 % проживали супружеские пары, в 8,0 % проживали незамужние женщины и в 36,0 % домохозяйств проживали несемейные люди. 28,0 % домохозяйств состояли из одного человека, при том 16,0 % из — одиноких пожилых людей старше 65 лет. Средний размер домохозяйства — 2,08, а семьи — 2,56 человека.
15,4 % населения — младше 18 лет, 3,8 % — в возрасте от 18 до 24 лет, 23,1 % — от 25 до 44, 25,0 % — от 45 до 64, 32,7 % — старше 65 лет. Средний возраст — 47 лет. На каждые 100 женщин приходилось 126,1 мужчин. На каждые 100 женщин старше 18 приходилось 131,6 мужчин.
Средний годовой доход домохозяйства составлял 26 875 долларов, а средний годовой доход семьи —  25 625 долларов. Средний доход мужчин —  38 750  долларов, в то время как у женщин — 0. Доход на душу населения составил 19 459 долларов. За чертой бедности находились 9,5 % семей и 14,8 % всего населения тауншипа, из которых 50,0 % младше 18 лет.